# オオイチモンジ
オオイチモンジ（大一文字、Limenitis populi）は、チョウ目（鱗翅目）アゲハチョウ上科タテハチョウ科に属するチョウの一種。

## 概要

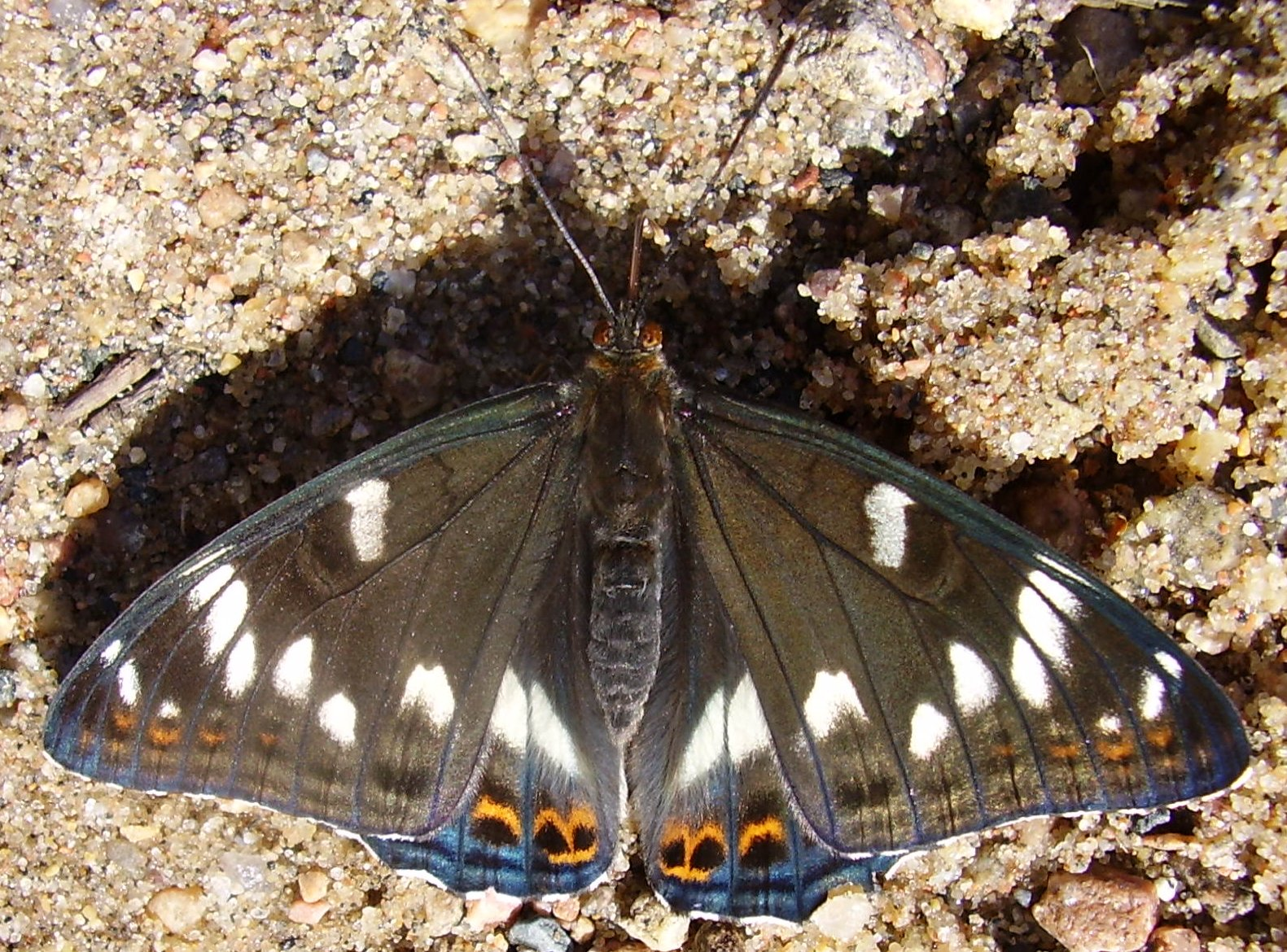
背面

斑紋はイチモンジチョウ・アサマイチモンジに似るが、倍近いサイズを誇る大型種。黒地に白条を持ち、後翅外縁に沿って青色の構造色を持つ光沢部と赤斑が並ぶ。飛び方は力強い羽ばたきと滑空を繰り返す。獣糞や湿地で吸水したりするが、訪花例は少ない。
幼虫の食樹はドロノキ・ヤマナラシ（ヤナギ科）。幼虫は緑から褐色の斑模様でごつごつした姿をしている。成虫は7月から8月にかけて見られる。8月末に産卵し、3齢幼虫で越冬する。
本種は愛好家の間でも人気が高い蝶のひとつである。
北海道遠軽町の町の蝶に指定されている。

## 分布
日本国内では、北海道および本州甲信越から中部地方の高山にのみ分布する。
北海道では道央から道東にかけて広く分布。山地には比較的普通に見られる。大雪山系や道東に多産地が多い。
本州では日本アルプス・八ヶ岳連峰・日光連山・尾瀬などに分布するが、本州産は個体数が非常に少なくなかなか見られない。長野県、山梨県では天然記念物となっている。
日本国外では、ヨーロッパ、東アジアの温帯から亜寒帯にかけての地域に生息する。

## 保全状況評価
日本産オオイチモンジ Limenitis populi jezoensis
- 絶滅危惧II類 (VU)（環境省レッドリスト）